# IC 3501
IC 3501 ist eine elliptische Zwerggalaxie vom Hubble-Typ dE im Sternbild Jungfrau nördlich der Ekliptik. Sie ist schätzungsweise 70 Millionen Lichtjahre von der Milchstraße entfernt.
Das Objekt wurde am 29. April 1892 vom Astronomen Isaac Roberts entdeckt.